# Allioli

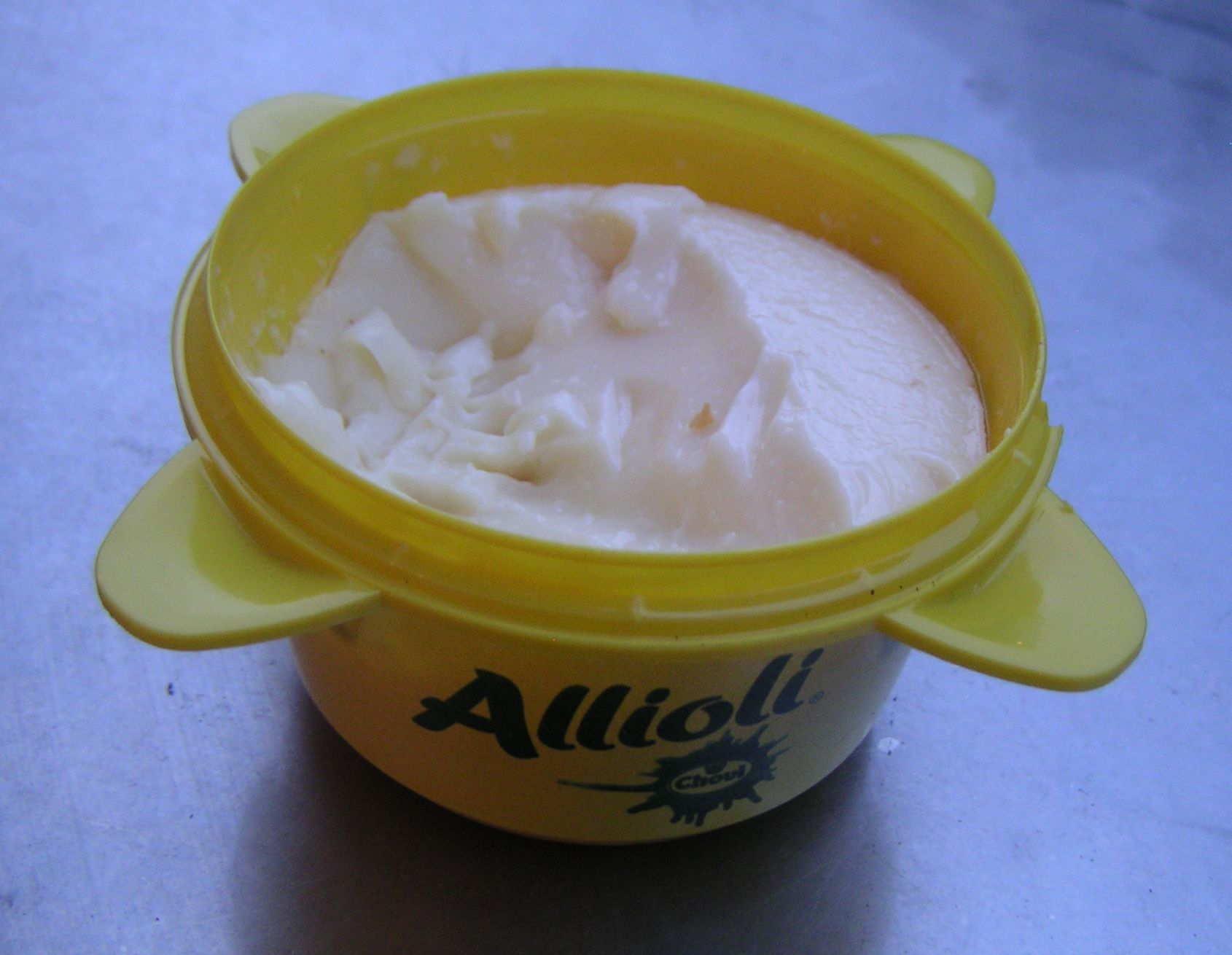
Allioli produs industrial

Allioli este un sos tipic al bucătăriei mediteraneene și este format dintr-o emulsie de usturoi, ulei de măsline și sare. 
Cuvântul allioli provine din limba catalană din cuvintele all i oli ceea ce înseamnă usturoi (ai) și ulei. În alte zone ale mediteranei, unde este de asemenea tradițional, se poate întâlni după denumirile de: alhòli în limba occitană , aglioli sau aioli în italiană, alioli în spaniolă, aïoli în limba piemonteză și franceză. 
Sosul allioli în general acompaniază carnea de pește și rac, cărnurile la grătar sau rotisor, cartofii prăjiți. În fabricarea allioliului, în industrie, se folosește și gălbenuș de ou pentru a omogeniza mai bine sosul. Sosul este asemănător într-o oarecare măsură sosului toum, tradițional în Liban și Siria care este alcătuit din ulei de măsline sau floarea-soarelui, sare, zeamă de lămâie și o cantitate mult mai mare de usturoi decât la sosul allioli. Și acest sos pentru închegare poate primi gălbenuș de ou.